# Erminia Borghi-Mamo
Erminia Borghi-Mamo (París, 18 de noviembre de 1855 - Bolonia, 29 de julio de 1941) fue una soprano italiana. Era hija de la mezzosoprano Adelaide Borghi-Mamo.
Nació en París, donde su madre estaba contratada para cantar en el Théâtre des Italiens. Estudió con ella y con Busi, y debutó en Niza con La forza del destino (1873). Fue la protagonista del reestreno y del impulso definitivo del Mefistófeles de Arrigo Boito en Bolonia, en 1875, en el que interpretó el doble papel de Elena y Margarita. Desarrolló su carrera en diversos teatros: Roma (1876), París (1877), Madrid (1878-79, incluyendo el estreno de Le donne curiose de Emilio Usiglio en el Teatro Real), Lisboa (1879), Buenos Aires (1881) o San Petersburgo (1891).
Se retiró de la escena en 1893, y se estableció en Bolonia. Entre las proncipales obras de su repertorio destacan Lucrezia Borgia, Poliuto, Robert le diable, Les Huguenots, L'Africaine, Aida, Il trovatore, Il Guarany, Faust o Cavalleria Rusticana. 
- Datos: Q3732024
- Multimedia: Erminia Borghi-Mamo / Q3732024